# پارک مین ها
پارک مین ها (کره‌ای: 박민하؛ زادهٔ ۲ ژوئیه ۲۰۰۷) بازیگر اهل کره جنوبی است. او حرفهٔ بازیگری خود را به عنوان بازیگر کودک در سال ۲۰۱۱ آغاز کرد و در آثاری همچون ملکه جاه‌طلب و دابلیو ایفای نقش کرده‌است.

## زندگی شخصی
پدر او پارک چان مین، گوینده خبر اس‌بی‌اس است.

## فیلم‌شناسی

### مجموعه تلویزیونی
| سال  | عنوان                | نقش                                 | منابع  |
| ---- | -------------------- | ----------------------------------- | ------ |
| ۲۰۱۱ | عروس‌های رام نشدنی    | وی‌ویانا                             |        |
| ۲۰۱۲ | جشن خدایان           | جوانی سونگ یون وک                   | [ ۷ ]  |
| ۲۰۱۲ | آرانگ و دادرس        | جوانی آرانگ (حضور افتخاری، قسمت ۲۰) | [ ۸ ]  |
| ۲۰۱۳ | ملکه جاه‌طلب          | جوانی جو دا هه /ها اون بیول         |        |
| ۲۰۱۳ | قابلمه‌های طلا        | چین آه رام                          | [ ۹ ]  |
| ۲۰۱۳ | دراما فستیوال «آشوب» | خوهر کوچکتر خدمتکار                 |        |
| ۲۰۱۵ | خانم پلیس            | سو ها اون                           | [ ۱۰ ] |
| ۲۰۱۶ | دابلیو               | جوانی اوه یون جک (حضور افتخاری)     |        |
| ۲۰۲۲ | تشویق کن             | جوانی دو هه یی                      | [ ۱۱ ] |

### ورایتی شو
| سال  | عنوان                  | توضیحات    |
| ---- | ---------------------- | ---------- |
| ۲۰۱۴ | Childhood Inquiry Life | مجری       |
| ۲۰۲۲ | پادشاه خواننده نقابدار | شرکت کننده |

### موزیک ویدئو
| سال  | نام آهنگ    | آرتیست | منابع |
| ---- | ----------- | ------ | ----- |
| ۲۰۱۳ | «لاو بلاسم» | کی ویل | [ ۶ ] |